# Тхали
Тхали (хинди थाली) — блюдо индийской и непальской кухни. В Непале также известно под названием дал-бат (непальск. दाल भात — от слов дал — чечевичный суп и бат — варёный рис).
Существует множество вариантов приготовления тхали, состав блюда зависит от региона, традиций и имеющихся в доступности продуктов. Основные компоненты тхали — варёный рис и дал (густой суп-пюре из чечевицы). В тех регионах, где рис не произрастает, вместо него может использоваться иная крупа, например гречка.
Тхали сервируется на круглом подносе (слово тхали в переводе означает поднос), в центре которого находится рис, а по окружности расставлены металлические миски, содержащие дал, овощи, карри, различные мелкие гарниры и приправы. В состав тхали могут входить чатни, индийские пикули и красный перец. Также к тхали подаются лепёшки (например, пападам или чапати) и йогурты (для смягчения острого вкуса).
Как правило, тхали состоит из вегетарианской пищи, однако встречаются и его невегетарианские варианты — например, с куриным карри.

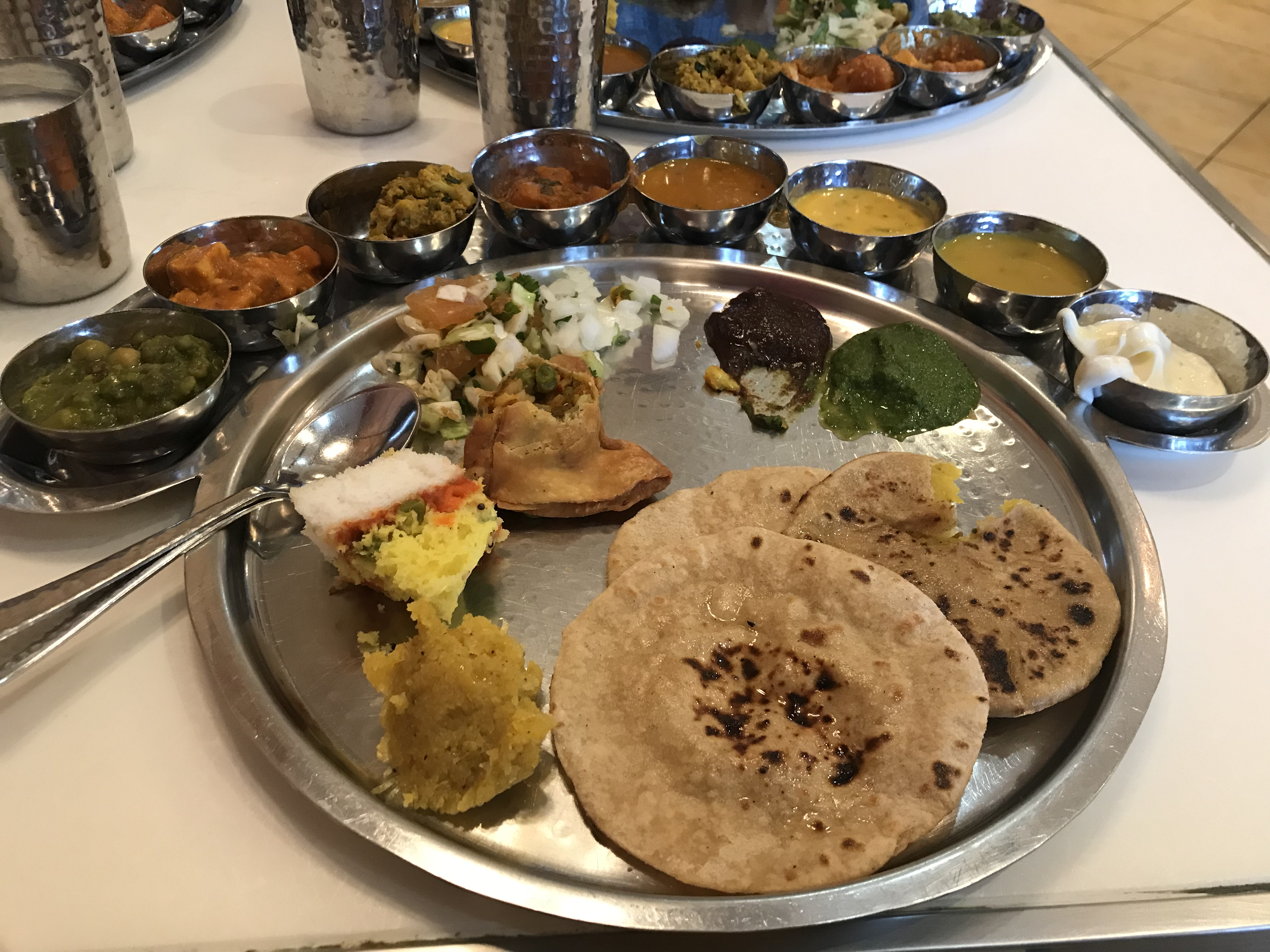
Индийский вегетарианский тхали

Существуют специальные тарелки для тхали, представляющие собой большое круглое металлическое блюдо, разделённое на сегменты. При использовании такого блюда поднос и миски не требуются — компоненты тхали раскладываются по сегментам тарелки. В Южной Индии сервировка иногда производится на большом банановом листе.
У непальцев принято есть тхали руками, но для туристов обычно подают столовые приборы.
Традиционной особенностью тхали, соблюдаемой во многих непальских ресторанах, является неограниченный размер порций — официант приносит добавку, пока посетитель не насытится.